# Al final de este viaje
Al final de este viaje es el segundo álbum del cantautor cubano Silvio Rodríguez, editado en 1978 por el sello Movieplay.

## Detalles
Este disco fue grabado en España, en los madrileños Estudios Sonoland, en 1978. 
El álbum muestra a Silvio Rodríguez acompañado únicamente de su guitarra, e incluye canciones compuestas entre los años 1968 y 1970, siendo uno de los trabajos más directos del artista, sin utilizar mayores arreglos ni adornos. 
Incluye algunos de los temas clásicos del cantautor, como "Ojalá", "Canción del elegido" y "Óleo de mujer con sombrero", entre otros.

## Lista de canciones
Todas las canciones escritas y compuestas por Silvio Rodríguez. 
| Lado A |                                              |          |  |
| N.º    | Título                                       | Duración |  |
| 1.     | «Canción del elegido»                        | 2:55     |  |
| 2.     | «La familia, la propiedad privada y el amor» | 3:48     |  |
| 3.     | «Ojalá»                                      | 3:34     |  |
| 4.     | «La era está pariendo un corazón»            | 3:10     |  |
| 5.     | «Resumen de noticias»                        | 3:44     |  |

| Lado B |                                     |          |  |
| N.º    | Título                              | Duración |  |
| 6.     | «Debo partirme en dos»              | 4:53     |  |
| 7.     | «Óleo de mujer con sombrero»        | 2:25     |  |
| 8.     | «Aunque no esté de moda»            | 3:36     |  |
| 9.     | «Qué se puede hacer con el amor»    | 2:49     |  |
| 10.    | «Al final de este viaje en la vida» | 3:46     |  |

## Créditos
- Guitarra y voz: Silvio Rodríguez
- Producción: Pedro Orlando
- Grabado en los Estudios Sonoland de Coslada (Madrid) en 1978
- Ingeniero de sonido: José Antonio Álvarez Alija